# 沃辛顿 (明尼苏达州)
沃辛頓（英語：Worthington）是一個位於美國明尼蘇達州諾布爾斯縣的都市。根據2010年美國人口普查，該地共人口12764人，而該地的面積約為22.64平方千米。同時該地也是諾布爾斯縣的縣治。

## 地理
沃辛頓的座標為43°37′26″N 95°35′37″W / 43.62389°N 95.59361°W，而該地的平均海拔高度為485米（即1591英尺）。